# Iván Scarpeta
Iván René Scarpeta Silgado (Cartagena, Bolívar; 5 de junio de 1996) es un futbolista colombiano de ascendencia italiana. Juega como defensa central o volante y actualmente milita en Independiente Santa Fe de la Categoría Primera A colombiana.

## Clubes
| Club                | País     | Temporadas    |
| ------------------- | -------- | ------------- |
| Barranquilla F. C.  | Colombia | 2016-2020     |
| Jaguares de Córdoba | Colombia | 2020-2022     |
| Junior              | Colombia | 2023          |
| Santa Fe            | Colombia | 2023-presente |

## Estadísticas

### Clubes
Actualizado al último partido disputado el 8 de diciembre de 2024.
| Club                                                                                            | Div.          | Temporada     | Liga  | Liga  | Liga  | Copas nacionales (1) | Copas nacionales (1) | Copas nacionales (1) | Copas internacionales (2) | Copas internacionales (2) | Copas internacionales (2) | Total | Total | Total |
| Club                                                                                            | Div.          | Temporada     | Part. | Goles | Asis. | Part.                | Goles                | Asis.                | Part.                     | Goles                     | Asis.                     | Part. | Goles | Asis. |
| ----------------------------------------------------------------------------------------------- | ------------- | ------------- | ----- | ----- | ----- | -------------------- | -------------------- | -------------------- | ------------------------- | ------------------------- | ------------------------- | ----- | ----- | ----- |
| Barranquilla F.C · Colombia                                                                     | 2.ª           | 2016          | 23    | 2     | 0     | 3                    | 0                    | 0                    | —                         | —                         | —                         | 26    | 2     | 0     |
| Barranquilla F.C · Colombia                                                                     | 2.ª           | 2017          | 27    | 3     | 0     | 6                    | 1                    | 0                    | —                         | —                         | —                         | 33    | 4     | 0     |
| Barranquilla F.C · Colombia                                                                     | 2.ª           | 2018          | 26    | 2     | 0     | 3                    | 0                    | 0                    | —                         | —                         | —                         | 29    | 2     | 0     |
| Barranquilla F.C · Colombia                                                                     | 2.ª           | 2019          | 32    | 0     | 0     | 2                    | 0                    | 0                    | —                         | —                         | —                         | 34    | 0     | 0     |
| Barranquilla F.C · Colombia                                                                     | 2.ª           | 2020          | 2     | 0     | 0     | —                    | —                    | —                    | —                         | —                         | —                         | 2     | 0     | 0     |
| Barranquilla F.C · Colombia                                                                     | Total club    | Total club    | 110   | 7     | 0     | 14                   | 1                    | 0                    | —                         | —                         | —                         | 124   | 8     | 0     |
| Jaguares de Córdoba Colombia                                                                    | 1.ª           | 2020          | 16    | 0     | 1     | —                    | —                    | —                    | —                         | —                         | —                         | 16    | 0     | 1     |
| Jaguares de Córdoba Colombia                                                                    | 1.ª           | 2021          | 36    | 1     | 2     | 2                    | 0                    | 0                    | —                         | —                         | —                         | 38    | 1     | 2     |
| Jaguares de Córdoba Colombia                                                                    | 1.ª           | 2022          | 18    | 0     | 0     | 4                    | 0                    | 0                    | —                         | —                         | —                         | 22    | 0     | 0     |
| Jaguares de Córdoba Colombia                                                                    | Total club    | Total club    | 70    | 1     | 3     | 6                    | 0                    | 0                    | —                         | —                         | —                         | 76    | 1     | 3     |
| Junior de Barranquilla Colombia                                                                 | 1.ª           | 2023          | 14    | 0     | 0     | —                    | —                    | —                    | 1                         | 0                         | 0                         | 15    | 0     | 0     |
| Junior de Barranquilla Colombia                                                                 | Total club    | Total club    | 14    | 0     | 0     | —                    | —                    | —                    | 1                         | 0                         | 0                         | 15    | 0     | 0     |
| Independiente Santa Fe Colombia                                                                 | 1.ª           | 2023          | 15    | 1     | 0     | 3                    | 0                    | 0                    | —                         | —                         | —                         | 18    | 1     | 0     |
| Independiente Santa Fe Colombia                                                                 | 1.ª           | 2024          | 24    | 1     | 1     | 5                    | 1                    | 0                    | —                         | —                         | —                         | 29    | 2     | 1     |
| Independiente Santa Fe Colombia                                                                 | Total club    | Total club    | 39    | 2     | 1     | 8                    | 1                    | 0                    | —                         | —                         | —                         | 47    | 3     | 1     |
| Total carrera                                                                                   | Total carrera | Total carrera | 233   | 10    | 4     | 28                   | 2                    | 0                    | 1                         | 0                         | 0                         | 262   | 12    | 4     |
| (1) Incluye datos de Copa Colombia (2016-Act).(2) Incluye datos de la Copa Sudamericana (2023). |               |               |       |       |       |                      |                      |                      |                           |                           |                           |       |       |       |

## Palmarés

### Campeonatos nacionales
| Título          | Club                   | País     | Año  |
| --------------- | ---------------------- | -------- | ---- |
| Torneo Apertura | Independiente Santa Fe | Colombia | 2025 |